# El Noticiero Gaditano
El Noticiero Gaditano fue un periódico español publicado en la ciudad de Cádiz entre 1919 y 1933.

## Historia
Fundado en 1919, surgió como un diario vespertino de ideología republicana e independiente. En sus inicios llegó a apoyar al regionalismo andaluz, y más adelante adoptaría una postura favorable a la Dictadura de Primo de Rivera. Desde 1927 El Noticiero Gaditano estuvo dirigido por el periodista Ignacio Chilía Giraldez. Durante su existencia fue un diario de ventas modestas, en contraste con la posición de liderazgo ejercida por el Diario de Cádiz. Cuando se produjo la proclamación de la Segunda República, a diferencia de otros periódicos de la capital, El Noticiero Gaditano simpatizó con el nuevo régimen —el propio Ignacio Chilía era concejal republicano en el Ayuntamiento local— y apoyó al partido Acción Republicana de Manuel Azaña, convirtiéndose en el órgano «oficioso» del partido en la provincia de Cádiz. En esta época coexistió con otros periódicos, como el independiente Diario de Cádiz y el carlista La Información. Acabaría desapareciendo en 1933.